# Уилкинс, Луис
Луис Гэри «Лу» Уилкинс (англ. Louis Gary Wilkins; 10 декабря 1882, Bourbon, Индиана — 6 апреля 1950) — американский легкоатлет, бронзовый призёр летних Олимпийских игр 1904 года.
На Играх 1904 года в Сент-Луисе Уилкинс участвовал только в прыжке с шестом. С результатом 3,35 м он занял третье место и выиграл бронзовую медаль.